# Сурхай-хан I
Сурхай-хан I (лакс. Сурхай-хан Чулахъ; 1680—1748) — 1-й володар Газікумухського ханства в 1700—1741 роках.

## Життєпис

### Заснування ханства
Походив з лакської гілки газікумухських шамхалів. Син Гірея та онук Алібека II, халклавчі (правителя) Газікумухської держави. Народився 1680 року в столиці Газі-Кумух. Рано втратив батька. Після смерті діда 1700 року зумів стати халклавчі, а незабаром прийняв титул хана. Проти цього виступили стриєчні брати Сурхая — Алібек, Алі-хан, Гунащ-хан. Втім у битві біля Газі-кумуха їх було переможено.
Згодом вони повернулися, створивши базу в аулі Ашті. Сюди проти них виступив Сурхай-хан, який запропонував влаштувати герць за право володіти Газі-Кумухом. В результаті він подолав 7 своїх двоюрідних братів, але втратив кисть лівої руки. Тому його стали звати Чулак-Сурхай, тобто безрукий Сурхай.
Після цього протягом декількох років Сурхай-хан I зумів підкорити більшість вільних лакських громад, посилив централізацію ханства, створив потужне військо. Зміцнивши зсередини державу, хан здійснив низку походів, за підсумками яких підкорив багато лезгинських сільських громад, зокрема Верхній Сталь, Середній Сталь, Нижній Сталь, Хорам, Кірка, Верхній Яраглар, Нижній Яраглар, Консовкент, Нижній Арах, Іспік, Хуттул, Зугребкент, Магарамкент. Газікумухське ханство розширило свої кордони від Кумухського Койсу до Кюрі і далі до Ширвана.

### Боротьба з Персією
Згодом Сурхай-хан I бере найактивнішу участь у антиперській боротьбі Дагестану і Північного Азербайджану, ставши одним з керівників цього руху. Для цього укладено союз із давнім другом Хаджі-Даудом, Кайтазьким уцмійстом та Ілісуйським султанатом. До 1710 року підготував потужне військо, з яким долучив до атаки на Шемаху, втім перська залога вистояла.
Сурхай-хан I деякий час накопичував сили. У 1720 році вирішив скористатися з послаблення династії Сефевідів у Персії. 1721 року спільно з Хаджі-Даудом захопив Шемаху. Після цього разом із союзниками Сурхай-хан завдав поразки об'єднаній армії Гяндинського та Ериванського ханів. Намагаючись розвинути успіх, спробував захопити міста Баку, Дербент, Ардабіл.
1722 року з початком Перського походу російського імператора Петра I відмовився підтримувати того, намагався організувати спротив загарбникам. У 1724 році не визнав умов Стамбульського договору, за яким Дагестан відходив до Османської імперії.

### Володар  Північного Азербайджану
У 1725 році зрештою укладає союз з Османською імперією, отримавши від останньої Кабалінську область. Хана визнано двобунчужним пашею, у 1727 році отримує Шемахське ханство. Натомість газікумухський володар зобов'язався захищати Північний Азербайджан від військ Персії. Після цього намагався відібрати у росіян Кюрінську область, проте марно. 1728 року після арешту Хаджі-Дауда стає шемахським і кубинським ханом.
У 1730 році з початком османо-перської війни, 1731 року газікумухська армія рушила на Гянджу, але тут не отримала необхідних харчів та пороху. Тому Сурхай-хан I наказав пограбувати місцевість та відступити до Шемахи.

### Війна з Надир Шахом
У 1733 році було укладено Багдадський договір, за яким Османська імперія поступалася Азербайджаном на користь Надир-Шаха, володаря Персії. Але газікумухський хан відмовився віддавати ці землі. У відповідь перська армія у 1734 році вдерлася до Ширвана. Війська газікумухців і їхніх союзників не зуміли стримати персів, втративши Шемаху та Дербент, а в битві при Девебатані зазнали тяжкої поразки. Зрештою перси захопили столицю ханства, а сам хан втік до такровського шамхала Хасболата. Цим скористався Гусейн-Алі-хан, що відвоював Кубинське ханство.
З відходом перського війська Сурхай-хан I продовжив боротьбу проти загарбників. Тому 1735 року Надир-Шах вдруге атакував війська хана та його союзників — Табасаранське майсумство, Кюрінське ханство, Джаро-Белоканський джамаат. Неподалік від Газі-Кумуха відбулася запекла битва, в якій хан зазнав поразки та відступив до ущелини Андалал. Тут зумів відновити свої збройні сили. Після відходу Надир-Шаха атакував персів біля Дербента та Шемахі. У 1738 році брав участь у перемозі над перським намісником Ібрагім-ханом. У 1739 році було переможено іншого перського військовика Сефіхан-Султана.
У 1741 році розпочалася нова війна з Надир-Шахом, який зумів захопити основні міста ханства, а незабаром столицю Газі-Кумух. Тут потрапив у полон Сурхай-хан I. Проте боротьбу продовжили його сини — Муртазалі-бек та Мухаммад-бек. У 1743 році зумів утекти з полону, але відійшов від політичних справ. Помер 1748 року.